# خوان مارتينيز (راكب الكنو)
خوان مارتينيز (بالإسبانية: Juan Martínez)‏ هو راكب الكنو مكسيكي، ولد في 21 مارس 1950.

## وصلات خارجية
- خوان مارتينيز على موقع أوليمبيديا (الإنجليزية)